# Placas
Placas este un oraș în Pará (PA), Brazilia.